# Neodon medogensis
Neodon medogensis és una espècie de mamífer rosegador de la família dels cricètids. És endèmic del Tibet. L'holotip tenia una llargada de cap a gropa de 110 mm, la cua de 44 mm i un pes de 39,2 g. El seu nom específic, medogensis, significa ‘de Mêdog’ en llatí. Com que fou descoberta fa poc, l'estat de conservació d'aquesta espècie encara no ha estat avaluat formalment.